# Get Nervous
Get Nervous è il quarto album di Pat Benatar, pubblicato nel 1982. Ha raggiunto il quarto posto della classifica di vendita Billboard 200. Dal disco sono stati estratti quattro singoli: Shadows of the Night, Little Too Late, Looking for a Stranger e Anxiety (Get Nervous). I primi tre di essi sono entrati nella classifica dei 40 singoli più venduti negli Stati Uniti

## Tracce
1. Shadows of the Night – 4:20
2. Looking For a Stranger – 3:24
3. Anxiety (Get Nervous) – 3:30
4. Fight It Out – 3:54
5. The Victim – 4:41
6. Little Too Late – 4:06
7. I'll Do It – 4:07
8. I Want Out – 3:42
9. Tell It To Her – 3:40
10. Silent Partner – 3:43

## Formazione
- Pat Benatar: voce
- Neil Geraldo: chitarra
- Roger Capps: basso
- Charlie Giordano : tastiere
- Myron Gronbacher : percussioni e batteria
- Produttori: Neil Geraldo e Peter Coleman